# ヒドロキシマロン酸デヒドロゲナーゼ
ヒドロキシマロン酸デヒドロゲナーゼ（hydroxymalonate dehydrogenase）は、次の化学反応を触媒する酸化還元酵素である。
反応式の通り、この酵素の基質はヒドロキシマロン酸とNAD+、生成物はオキソマロン酸とNADHとH+である。
組織名はhydroxymalonate:NAD+ oxidoreductaseである。